# Manoir de la Roche-Huon
 (janvier 2024).
La mise en forme du texte ne suit pas les recommandations de Wikipédia : il faut le « wikifier ».
Les points d'amélioration suivants sont les cas les plus fréquents :
- Les titres sont pré-formatés par le logiciel. Ils ne sont ni en capitales, ni en gras.
- Le texte ne doit pas être écrit en capitales (les noms de famille non plus), ni en gras, ni en italique, ni en « petit »…
- Le gras n'est utilisé que pour surligner le titre de l'article dans l'introduction, une seule fois.
- L'italique est rarement utilisé : mots en langue étrangère, titres d'œuvres, noms de bateaux, etc.
- Les citations ne sont pas en italique mais en corps de texte normal. Elles sont entourées par des guillemets français : « et ».
- Les listes à puces sont à éviter, des paragraphes rédigés étant largement préférés. Les tableaux sont à réserver à la présentation de données structurées (résultats, etc.).
- Les appels de note de bas de page (petits chiffres en exposant, introduits par l'outil «  Source ») sont à placer entre la fin de phrase et le point final[comme ça].
- Les liens internes (vers d'autres articles de Wikipédia) sont à choisir avec parcimonie. Créez des liens vers des articles approfondissant le sujet. Les termes génériques sans rapport avec le sujet sont à éviter, ainsi que les répétitions de liens vers un même terme.
- Les liens externes sont à placer uniquement dans une section « Liens externes », à la fin de l'article. Ces liens sont à choisir avec parcimonie suivant les règles définies. Si un lien sert de source à l'article, son insertion dans le texte est à faire par les notes de bas de page.
- La présentation des références doit suivre les conventions bibliographiques. Il est recommandé d'utiliser les modèles {{Ouvrage}}, {{Chapitre}}, {{Article}}, {{Lien web}} et/ou {{Bibliographie}}. Le mode d'édition visuel peut mettre en forme automatiquement les références.
- Insérer une infobox (cadre d'informations à droite) n'est pas obligatoire pour parachever la mise en page.

Pour une aide détaillée, merci de consulter Aide:Wikification.
Si vous pensez que ces points ont été résolus, vous pouvez retirer ce bandeau et améliorer la mise en forme d'un autre article.
Pour les articles homonymes, voir Huon.
Le manoir de la Roche-Huon est un ensemble des XVIe et XVIIe siècles reconstruit sur un manoir des XIVe et XVe siècles édifié à proximité du site féodal d’origine de Castel-Pic. Il est situé en Bretagne, dans le département des Côtes-d’Armor, dans la paroisse de Trézélan, aujourd'hui Bégard.

## Description
Situé au cœur du Trégor, à trois kilomètres à l’est de Bégard, à proximité du Jaudy, le manoir de la Roche-Huon se compose d’un ensemble de bâtiments distribués autour d’une vaste cour close : Au sud, la cour est fermée par un logis et son porche qui s’organise de part et d’autre d’un portail sculpté à entrées charretière et piétonne sous de belles moulures d’arc emboîtées et doublées des motifs géométriques très originaux qui encadrent un écu bannière bûché. A l’ouest du portail, une salle haute surplombe une étable et un cellier, à l’est du portail, une porterie est constituée par une tourelle de guet avec bouches à feu. A l’ouest, la cour est fermée par le manoir, imposant bâtiment à deux étages, ouvert par des portes cintrées et des fenêtres droites dont certaines conservent de beaux appuis moulurés. Le pignon nord du manoir est encadré de pierres d’attente et la construction inachevée ou détruite est soulignée par la présence de deux portes cintrées de circulation à l’étage et dans le comble ainsi que par deux belles cheminées encore en place.
A l'est, une grande tour-fuye encore en élévation vers 1840 a été remplacée au XIXe siècle par une vaste étable. Plusieurs autres bâtiments agricoles ont été ajoutés à cette période (granges, soues et écurie), intégrant divers éléments de remploi de la fin du XVe siècle. Au pied du manoir est conservé un lavoir associé à une fontaine qui alimente l'étang seigneurial près duquel se dressait, jusqu'à sa destruction vers 1840, l'église de Saint-Norvez, trève de la paroisse de Trézélan, édifiée sous le patronage des seigneurs de la Roche-Huon.

## Historique
Comme le laisse supposer le toponyme de « Roche-Huon », le site est originellement associé à une motte ou à une tour de pierre tenue par un certain Huon et probablement située sur le lieu dit "Castel-Pic" qui domine le Jaudy à quelques centaines de mètres du manoir, associé à un pont, un gué, un moulin et une seconde motte (Pen Ar c'hra). Ce site historique, possédé par les seigneurs de la Roche-Huon jusqu’à la révolution, se retrouve mentionné dans tous les aveux comme « ancien château », « ancien fort ».

Cette famille apparaît la première fois dans les sources avec Alain de la Roche-Huon, damoiseau, « de la bannière de Guillaume de Tournemine », né vers 1270 et qui témoigne (témoin n° 17) du « coucher de saint Yves » durant l’enquête ouvrant le procès de canonisation d'Yves Hélory de Kermartin conduite à Tréguier en 1330. La même enquête mentionne également "Yves de la Roche-Yves" (témoin n° 165) probable fils du précédent. Dès le milieu du XIVe siècle, la succession des seigneurs de La Roche-Huon est documentée par les montres, aveux, contrats et registres paroissiaux. D’une certaine importance dans le Trégor, la famille, qui porte d'azur à trois tours d'or, contracte des alliances avec des lignages d’un rang certain (Lezversault, Kersaliou, Roscerf, du Dresnay, d’Acigné, Troguindy, Le Chevoir, etc.). Elle entretient des liens étroits avec la commanderie templière puis hospitalière du Palacret et avec l'abbaye cistercienne de Bégard.
L’état précis du manoir n’est en revanche pas connu avant 1700 même si l’occupation du site actuel est attestée dès la fin du XIVe siècle. A l’instar des châteaux voisins de Coatgouray, de Brélidy ou du Perrier, la motte originelle a pu être abandonnée après les destructions liées aux guerres de succession de Bretagne et les conflits opposant le duc Jean IV à Olivier de Clisson. Le manoir médiéval a sans doute disparu durant les troubles de la guerre de la Ligue responsables de nombreuses destructions dans cette région.
Les seigneurs de La Roche-Huon, possessionnés en Trézélan (nombreux convenants nobles), Prat (manoir de Trévoazan-Saliou), Saint-Laurent (manoirs de Saint-Illio, Trobescond, Le Faut, Keranforest), Brélidy, sont également fondateurs de l'église Notre-Dame de Saint-Norvez édifiée au XVe siècle aux portes du manoir et bientôt érigée comme trêve de la paroisse de Trézélan. D’après l’aveu de 1700, la messe dominicale y est célébrée une fois par mois pour toute la paroisse. Les La Roche-Huon y détiennent les prééminences des fondateurs et leurs armes figurent en alliance avec celles de leurs successeurs (du Dresnay, Acigné, La Crochais) sur la maîtresse vitre, les cloches, les linteaux, la litre, etc. Ils possèdent également sur le lieu un droit de foire à l’occasion du pardon du 15 août où ils exercent un droit de havage sur certains étals. L’achat du manoir de Trobescond en Saint-Laurent, vers 1560, leur octroie également des prééminences dans cette église et le droit de guet dans la paroisse.
La famille de La Roche-Huon conserve la propriété du site jusqu’à la fin du XVIe siècle quand l’héritière de la branche aîné transmet le domaine et ses terres à son époux Hector du Dresnay, cadet d’une puissante famille trégoroise. C’est leur fils Olivier du Dresnay, mort vers 1606, qui édifie le bâtiment du porche, complété à la fin du siècle par un sobre et imposant manoir resté inachevé ou partiellement détruit. La branche subsistante de la famille du Dresnay descend de son second fils Jacques, seigneur de Kerbol. Un siècle plus tard, l'héritière du manoir, Jeanne du Dresnay (m. 1678), le transmet à son époux Jean d’Acigné, seigneur de Carnavelet (m. 1674). A leur mort sans succession, le domaine revient à leur neveu, Jean Ladvocat de la Crochais, fils de Pétronille du Dresnay, vicomte de Dinan et richement possessionné autour de Pleurtuit, Saint-Enogat et Dinard.

Domaine et manoir sont occupés par la famille seigneuriale jusqu’au XVIIe siècle avant d’être exploités et habités par des métayers. Les Ladvocat le conservent jusqu’à la révolution, lorsque, après leur émigration à Jersey, leurs nombreux domaines sont saisis et en grande partie vendus comme biens nationaux. Au début du XIXe siècle Bégard absorbe arbitrairement les paroisses de l’ancien territoire de l’abbaye dont Trézélan. L’église Saint-Norvez, désaffectée, est vendue pour ses pierres et détruite entre 1819 et 1848.

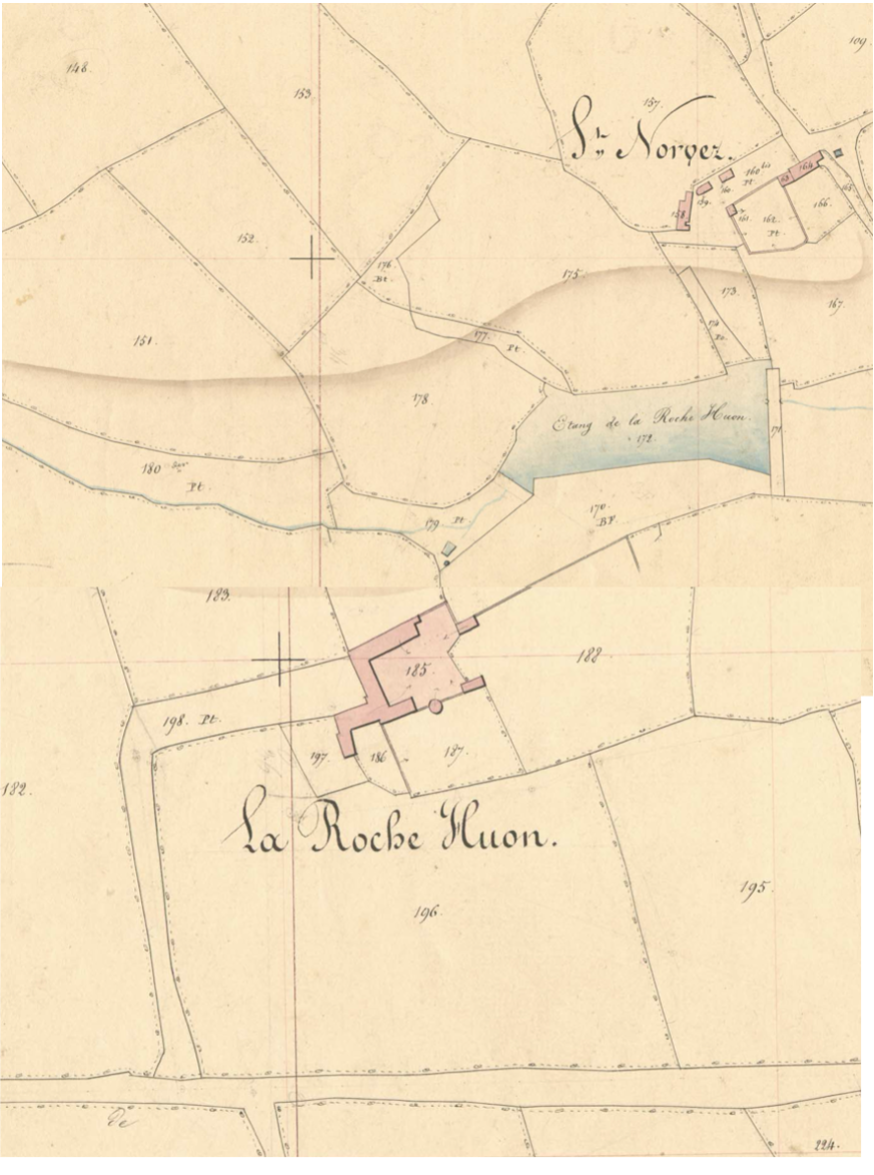
Extrait du cadastre napoléonien de Bégard. 1848 (archives départementales des Côtes-d'Armor)

Une partie de ses pierres sont remployées dans la construction du Rest en Trézélan où se trouve encore un portail daté de 1615. Une pierre aux armes de Marguerite Le Chevoir († v. 1560) (parti La Roche-Huon - Le Chevoir), épouse de François de la Roche-Huon en 1532, relevée par Henri Frotier de la Messelière en 1931 est conservée au manoir.

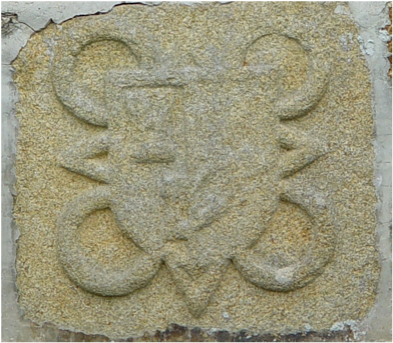
Pierre aux armes de Marguerite Le Chevoir, épouse de François de la Roche-Huon, mariés en 1532

Vers 1880, le manoir est modifié et complété par une vaste étable édifiée sur l'emplacement de la grande tour colombier et de la métairie. Cité dans de nombreux ouvrages sur le patrimoine du Trégor et les manoirs bretons,, il n'est toutefois pas protégé au titre des monuments historiques.